# 特殊精神病院
特殊精神病院是蘇聯國家安全委員會對付異議分子的設施。在蘇聯，精神病醫院經常被當局用來作為監獄，以便將政治犯與社會其他人隔離，詆毀他們的想法，敗壞他們的名聲。因此，特殊精神病院被認為是一種酷刑的形式。官方的解釋是，沒有理智的人會反對社會主義。特殊精神病院在20世紀40年代末已經開始使用，在60年代正式被當時為[克格勃]]主席的安德羅波夫用作對付異議分子。
被診斷患有精神病的異議人士被送往常規的精神病院後，如他們願意放棄自己的想法，則可重獲自由，如拒絕則是尚未痊癒需要治療，治療包括各種形式的約束，電擊，一系列藥品（如麻醉劑，鎮靜劑和胰島素），可導致長期的副作用。
著名的特殊精神病院入院人士包括佐罗伊·梅德韦杰夫等異議分子。